# Hendrik XXIV Reuß oudere linie
Hendrik XXIV Reuss van Greiz (Greiz, 20 maart 1878 - aldaar, 13 oktober 1927) was van 1902 tot 1918 vorst van Reuss oudere linie. Hij was de laatste mannelijke telg van de oudere linie van het Huis Reuss.
Hij was het oudste kind en de enige zoon van vorst Hendrik XXII en Ida van Schaumburg-Lippe, dochter van vorst Adolf I George van Schaumburg-Lippe. In zijn kindertijd liep hij bij het spelen een klap op het achterhoofd op, die een blijvende zwakzinnigheid tot gevolg had.
Hij volgde zijn vader na diens dood op 19 april 1902 weliswaar op als vorst, maar kwam nooit werkelijk aan de regering omdat hij daartoe niet in staat werd geacht. Het land werd onder Hendrik XXIV bestuurd door een regentschapsraad onder leiding van Hendrik XIV, vorst van Reuss jongere linie, en sinds 1908 van diens zoon Hendrik XXVII. Hendrik XXIV verloor evenals alle andere Duitse vorsten zijn troon in de Novemberrevolutie van 1918 (11 november). Een dynastieke vereniging van beide Reussische staten onder Hendrik XXVII, die Reuss oudere linie na de dood van de ongehuwde en kinderloze Hendrik XXIV zou erven, behoorde hiermee niet meer tot de mogelijkheden. Een vereniging vond echter wel plaats toen beide staten in 1919 opgingen in de Volksstaat Reuss.
Hendrik XXIV stierf in 1927 aan een longontsteking. Met zijn zuster Ida stierf in 1977 ook de laatste vrouwelijke telg van de oudere linie.